# Самолетна катастрофа над Паломарес
Самолетната катастрофа над Паломарес (община Куевас дел Алмансора, провинция Алмерия, автономна област Андалусия, Испания) се случва на 17 януари 1966 г.
Американският стратегически бомбардировач B-52G с водородни бомби на борда се сблъсква със самолета-цистерна KC-135 по време на дозареждане във въздуха. В резултат на катастрофата загиват 7 души и са загубени четири водородни бомби. Три от тях падат на сушата и са намерени веднага, а четвъртата, паднала в морето – едва след двумесечно търсене. Двете бомби, паднали близо до Паломарес, се разбиват, предизвиквайки радиоактивно замърсяване на местността. Катастрофата предизвиква сериозна дипломатическа криза и води до прекратяване на полетите на американски бомбардировачи с ядрено оръжие над Европа и Средиземноморието, обаче такива полети окончателно са прекратени едва след две години, когато се случва още една подобна катастрофа – над базата Туле в Гренландия. През март 2009 г. списание „Тайм“ включва инцидента в списъка на най-сериозните ядрени катастрофи.

## Ход на събитията
По време на зареждане с гориво във въздуха на височина 9000 метра над средиземноморския бряг на Испания настъпва сблъсък на самолет B-52G, носещ 4 водородни бомби на борда си, излетял от военновъздушната база Seymour Johnson в Северна Каролина, САЩ, с Boeing KC-135, самолет-цистерна на ВВС на САЩ.
Зареждането се извършва при хубаво време, причина за аварията става недопустимо сближение на бомбардировача с цистерната. Зареждащата стрела на танкера се удря в горната част на фюзелажа на бомбардировача, счупва лонжерона и предизвиква пожар. В резултат на удара бомбардировачът губи лявото си крило и започва да пада със силен крен вляво, огънят се разпространява по зареждащата стрела и, достигайки до танкера, предизвиква пожар и експлозия на 150 000 литра гориво. Четиримата членове на екипажа на танкера загиват. Петима от седемте члена на екипажа на бомбардировача успяват да катапултират, но един от парашутите не се отваря, в резултат общо седем от единадесетте военни загиват. Един член на екипажа се приземява на сушата, а трима други падат в морето, на няколко километра от брега, спасяват ги испански рибари.
Три от четирите водородни бомби, всяка с мощност 1,45 Мt тротилов еквивалент, намиращи се на борда на бомбардировача B-52, падат в землището на населения пункт Паломарес, четвъртата пада в морето на осем километра от брега. Осигурителните системи на бомбите предотвратяват термоядрен взрив, но конвенционалните заряди в две от бомбите се взривяват, замърсявайки приблизително 170 хектара земеделска земя с радиоактивни компоненти от бойните глави. В тримесечна кампания около 1400 тона радиоактивно замърсена почва с доматени насаждения са премахнати и транспортирани с кораб USNS Boyce до Aiken, Южна Каролина, до гробището за радиоактивни отпадъци „Савана Ривър“ (Savannah River Site) за утилизация. Загинали сред населението няма, но радиоактивното заразяване на останалия почвен слой остава и до днес.
Повече от 33 военни кораба на САЩ отцепват района на мястото на катастрофата на четвъртата водородна бомба в Средиземно море. Приблизителното място посочва испанският рибар Пако Ортс, който забелязва падащата с парашут бомба. След това водолази и подводници претърсват морското дъно в продължение на три месеца. Едва на 7 април 1966 г. спасителната подводница DSV Alvin успява да извади бомбата от дълбочина 869 метра и да я пренесе на борда на кораба USS Petrel. Спасителната операция струва 6 милиона долара. В тази спасителна операция участва водолазът от ВМС на САЩ Карл Брашир, чийто живот и военна кариера са описани в холивудския филм „Мъже на честта“.